# Coupe Louis-Vuitton 2013

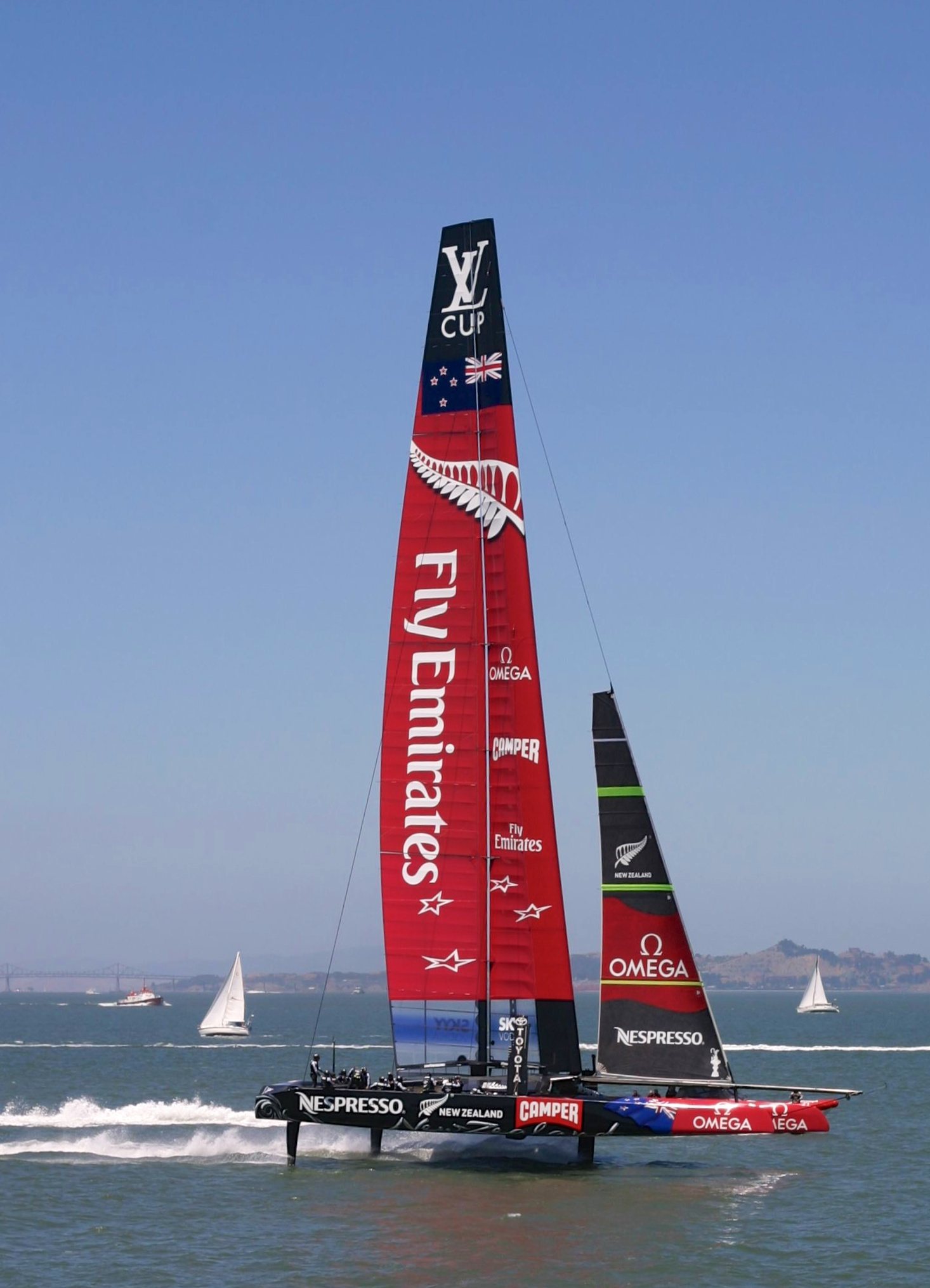
Le catamaran AC72 Emirates Team New Zealand, dans la baie de San Francisco.

La Coupe Louis-Vuitton se déroule dans la baie de San Francisco du 4 juillet au 30 août 2013. Elle oppose les trois challengers Artemis Racing, Emirates Team New Zealand et Luna Rossa Challenge. Emirates Team New Zealand, grâce à sa victoire, est désigné challenger officiel pour la Coupe de l'America 2013, compétition finalement remportée par le defender américain Oracle Racing le 25 septembre 2013 par neuf victoires à huit. 

## Présentation
La Coupe Louis-Vuitton se déroule tout d'abord sous la forme de cinq round-robin où chacun des syndicats rencontre l'ensemble des autres concurrents. À l'issue de ces round-robin, les deuxième et troisième s'affronte dans une demi-finale divisée en sept régates. Le vainqueur rencontre en finale le vainqueur des round-robin au cours de treize régates.
Les voiliers retenus pour cette compétition, comme pour la Coupe de l'America, sont des AC72, catamarans de 72 pieds (environ 22 mètres) de long dotés d'un mat-aile. Ce mat ainsi que les foils qui équipent les coques permettent à ces catamarans de déjauger et de le faire voler au-dessus de l'eau, permettant ainsi des vitesses de pointe de l'ordre de 35 ou 40 nœuds. Le 9 juillet 2013, au cours de la seconde régate du premier round robin, Emirates Team New Zealand a atteint la vitesse maximale de 43,26 nœuds.
En mai, lors d'un entrainement d'Artemis, un accident se produit, celui-ci étant ensuite à l'origine de nouvelles règles de sécurité sont adoptées : Andrew Simpson, double médaillé olympique, meurt lors d'un chavirement du bateau. Les nouvelles règles prévoient notamment l'agrandissement des ailerons de stabilisation installés sur les safrans. Cette décision entraîne une plainte devant le jury par Emirates Team New Zealand et Luna Rossa. Cette dernière refuse de participer à l'épreuve tant que ces protestations n'auront pas été étudiées par le jury.
Dans l'impossibilité de réaliser les transformations avant le début de la Coupe Louis-Vuitton, Artemis Racing ne peut participer aux premières régates, son nouvel AC72 n'étant mis à l'eau que le 24 juillet. L'équipe suédoise rencontre en demi-finale Luna Rossa, nettement battue par Emirates Team New Zealand au cours des round-robins.
| Défis enregistrés                | Défis enregistrés                     |
| -------------------------------- | ------------------------------------- |
| Kungliga Svenska Segelsällskapet | Artemis Racing (challenger of record) |
| Royal New Zealand Yacht Squadron | Emirates Team New Zealand             |
| Circolo della Vela Sicilia       | Luna Rossa Challenge                  |

## Résultats

### Round-robin
| Syndicat                  | Régates | Victoires | Défaites | Forfaits | Points |
| ------------------------- | ------- | --------- | -------- | -------- | ------ |
| Emirates Team New Zealand | 9       | 9         | 0        | 0        | 9      |
| Artemis Racing            | 8       | 0         | 0        | 8        | 0      |
| Luna Rossa Challenge      | 9       | 4         | 4        | 1        | 4      |

### Demi-finale
| Syndicat             | 1 | 2 | 3 | 4 | 5 | 6 | 7 | T |
| -------------------- | - | - | - | - | - | - | - | - |
| Luna Rossa Challenge | 1 | 1 | 1 | 1 | - | - | - | 4 |
| Artemis Racing       | 0 | 0 | 0 | 0 | - | - | - | 0 |

## Finale
| Syndicat                  | 1   | 2   | 3   | 4 | 5 | 6 | 7 | 8 | 9 | 10 | 11 | 12 | 13 | T |
| ------------------------- | --- | --- | --- | - | - | - | - | - | - | -- | -- | -- | -- | - |
| Emirates Team New Zealand | 1   | DSQ | 1   | 1 | 1 | 1 | 1 | 1 | - | -  | -  | -  | -  | 7 |
| Luna Rossa Challenge      | DNF | 1   | DNF | 0 | 0 | 0 | 0 | 0 | - | -  | -  | -  | -  | 1 |